# Darya Singh
Pour les articles homonymes, voir Singh.
Darya Singh, né le 5 septembre 1947, est une cavalier indien de concours complet.

## Carrière
Darya Singh et les autres cavaliers indiens Hussain Khan, Muhammad Khan et Jitendarjit Singh Ahluwalia sont les premiers cavaliers indiens à participer aux Jeux olympiques d'été, après le boycott d'une cinquantaine de nations. Ils sont disqualifiés dans l'épreuve individuelle et l'épreuve par équipes aux Jeux olympiques d'été de 1980 à Moscou.